# 素粒子 (朝日新聞)
素粒子（そりゅうし）は、朝日新聞の夕刊に連載されているコラム。皮肉を含ませた社会風刺などを扱う。
朝日新聞の夕刊には1921年から「今日の問題」（のちに「三角点」に改題）という社会風刺コラムが連載されていた。それを引き継ぐ形で1959年4月から連載されて今日まで至っている。毎日新聞の「近事片々」（1952年連載開始）、読売新聞の「よみうり寸評」と並ぶ長寿コラムである。1996年までは同新聞編集委員の轡田隆史が担当し、しばしば本人の好きな豆腐にたとえた時事評論を執筆した。
「素粒子」の題字の書体は、第1回から現在に至るまで、変わらず続いている。
2018年現在の筆者は、坪井ゆづると恵村順一郎両論説委員。
かつて、1年分の抄録が書籍化されたことがある（1980年分は晶文社から、1982年・1983年分は立風書房から出版）。

## 批判・不祥事

### 「死に神」
2008年（平成20年）6月18日、死刑囚13人の死刑執行を命じた法務大臣鳩山邦夫を「永世死刑執行人 鳩山法相。『自信と責任』に胸を張り、2カ月間隔でゴーサイン出して新記録達成。またの名、死に神」と表現。これに全国犯罪被害者の会が「犯罪被害者遺族の感情を逆撫でされる苦痛を受けた」と非難した。 
鳩山法相本人も、6月20日の閣議後の記者会見で「極刑を実施するのだから心境は穏やかではないが、どんなにつらくても社会正義のためにやらざるを得ない」「司法の慎重な判断、法律の規定があり、苦しんだ揚げ句に執行した。死に神に連れていかれたというのは違うと思う。記事は執行された方に対する侮辱だ」と抗議し、兄の鳩山由紀夫も「弟は法に従っただけ。私も死神の兄と言われては困る」と発言した。 
6月30日に朝日新聞社は「鳩山法相を中傷する意図はありませんでした」と回答したが、謝罪はしなかったため、被害者の会は「真正面から質問に応えることを避けている」として、再度質問状を朝日新聞社に送付した。7月14日に朝日新聞社は再回答をしたが、被害者の会にとって満足のいく回答ではなかったため、同月23日に被害者の会は記者会見を開き、要望書を発表した。問題の記事の掲載から1か月以上の8月1日、ようやく「適切さを欠いた表現だったといわざるを得ない」として自らの行動を反省し、事実上謝罪した。
被害者の会はこれを受け入れ、一連の記事を巡る動きは収束した。コラム自体は撤回せず、縮刷版からの削除等も行っていない。
外部リンク
- 朝日新聞社に抗議と質問状を出しました。 - 全国犯罪被害者の会